# Medaliści igrzysk olimpijskich w lekkoatletyce – rzuty

## Rzuty

### Pchnięcie kulą
Konkurencja obecna jest w programie nieprzerwanie od pierwszej edycji letnich igrzysk olimpijskich. Liderami klasyfikacji zawodników są Amerykanie Parry O’Brien i Ralph Rose, którzy zdobyli po 2 złote i 1 srebrny medal. Wśród reprezentacji liderem są Stany Zjednoczone, które w dorobku mają 19 złotych, 21 srebrnych i 12 brązowych medali. W poniższej tabeli przedstawiono wszystkich medalistów igrzysk olimpijskich w pchnięciu kulą w latach 1896–2021.
| Rok i miejsce        |                   | Złoto             |                   | Srebro                |                   | Brąz                  | Źr.    |
| -------------------- | ----------------- | ----------------- | ----------------- | --------------------- | ----------------- | --------------------- | ------ |
| 1896, Ateny          | Stany Zjednoczone | Robert Garrett    | Grecja            | Miltiadis Guskos      | Grecja            | Jeorjos Papasideris   | [ 1 ]  |
| 1900, Paryż          | Stany Zjednoczone | Richard Sheldon   | Stany Zjednoczone | Josiah McCracken      | Stany Zjednoczone | Robert Garrett        | [ 2 ]  |
| 1904, St. Louis      | Stany Zjednoczone | Ralph Rose        | Stany Zjednoczone | Wesley Coe            | Stany Zjednoczone | Lawrence Feuerbach    | [ 3 ]  |
| 1908, Londyn         | Stany Zjednoczone | Ralph Rose        | Wielka Brytania   | Denis Horgan          | Stany Zjednoczone | John Garrels          | [ 4 ]  |
| 1912, Sztokholm      | Stany Zjednoczone | Patrick McDonald  | Stany Zjednoczone | Ralph Rose            | Stany Zjednoczone | Lawrence Whitney      | [ 5 ]  |
| 1920, Antwerpia      | Finlandia         | Ville Pörhölä     | Finlandia         | Elmer Niklander       | Stany Zjednoczone | Harry Liversedge      | [ 6 ]  |
| 1924, Paryż          | Stany Zjednoczone | Clarence Houser   | Stany Zjednoczone | Glenn Hartranft       | Stany Zjednoczone | Ralph Hills           | [ 7 ]  |
| 1928, Amsterdam      | Stany Zjednoczone | John Kuck         | Stany Zjednoczone | Herman Brix           |                   | Emil Hirschfeld       | [ 8 ]  |
| 1932, Los Angeles    | Stany Zjednoczone | Leo Sexton        | Stany Zjednoczone | Harlow Rothert        | Czechosłowacja    | František Douda       | [ 9 ]  |
| 1936, Berlin         | III Rzesza        | Hans Woellke      | Finlandia         | Sulo Bärlund          | III Rzesza        | Gerhard Stöck         | [ 10 ] |
| 1948, Londyn         | Stany Zjednoczone | Wilbur Thompson   | Stany Zjednoczone | Jim Delaney           | Stany Zjednoczone | James Fuchs           | [ 11 ] |
| 1952, Helsinki       | Stany Zjednoczone | Parry O’Brien     | Stany Zjednoczone | Darrow Hooper         | Stany Zjednoczone | James Fuchs           | [ 12 ] |
| 1956, Melbourne      | Stany Zjednoczone | Parry O’Brien     | Stany Zjednoczone | Bill Nieder           | Czechosłowacja    | Jiří Skobla           | [ 13 ] |
| 1960, Rzym           | Stany Zjednoczone | Bill Nieder       | Stany Zjednoczone | Parry O’Brien         | Stany Zjednoczone | Dallas Long           | [ 14 ] |
| 1964, Tokio          | Stany Zjednoczone | Dallas Long       | Stany Zjednoczone | Randy Matson          |                   | Vilmos Varjú          | [ 15 ] |
| 1968, Meksyk         | Stany Zjednoczone | Randy Matson      | Stany Zjednoczone | George Woods          |                   | Eduard Guszczin       | [ 16 ] |
| 1972, Monachium      |                   | Władysław Komar   | Stany Zjednoczone | George Woods          |                   | Hartmut Briesenick    | [ 17 ] |
| 1976, Montreal       |                   | Udo Beyer         |                   | Jewgienij Mironow     |                   | Aleksandr Barysznikow | [ 18 ] |
| 1980, Moskwa         |                   | Wołodymyr Kyselow |                   | Aleksandr Barysznikow |                   | Udo Beyer             | [ 19 ] |
| 1984, Los Angeles    | Włochy            | Alessandro Andrei | Stany Zjednoczone | Michael Carter        | Stany Zjednoczone | Dave Laut             | [ 20 ] |
| 1988, Seul           |                   | Ulf Timmermann    | Stany Zjednoczone | Randy Barnes          |                   | Werner Günthör        | [ 21 ] |
| 1992, Barcelona      | Stany Zjednoczone | Mike Stulce       | Stany Zjednoczone | Jim Doehring          |                   | Wiaczesław Łycho      | [ 22 ] |
| 1996, Atlanta        | Stany Zjednoczone | Randy Barnes      | Stany Zjednoczone | John Godina           | Ukraina           | Ołeksandr Bahacz      | [ 23 ] |
| 2000, Sydney         | Finlandia         | Arsi Harju        | Stany Zjednoczone | Adam Nelson           | Stany Zjednoczone | John Godina           | [ 24 ] |
| 2004, Ateny          | Stany Zjednoczone | Adam Nelson       | Dania             | Joachim Olsen         | Hiszpania         | Manuel Martínez       | [ 25 ] |
| 2008, Pekin          | Polska            | Tomasz Majewski   | Stany Zjednoczone | Christian Cantwell    | Kanada            | Dylan Armstrong       | [ 26 ] |
| 2012, Londyn         | Polska            | Tomasz Majewski   | Niemcy            | David Storl           | Stany Zjednoczone | Reese Hoffa           | [ 27 ] |
| 2016, Rio de Janeiro | Stany Zjednoczone | Ryan Crouser      | Stany Zjednoczone | Joe Kovacs            | Nowa Zelandia     | Tomas Walsh           | [ 28 ] |
| 2021, Tokio          | Stany Zjednoczone | Ryan Crouser      | Stany Zjednoczone | Joe Kovacs            | Nowa Zelandia     | Tomas Walsh           | [ 29 ] |

### Pchnięcie kulą oburącz
Konkurencję rozegrano tylko raz, podczas igrzysk w Sztokholmie. W poniższej tabeli przedstawiono wszystkich medalistów igrzysk olimpijskich w pchnięciu kulą oburącz w 1912 roku.
| Rok i miejsce   |                   | Złoto      |                   | Srebro           |  | Brąz            | Źr.    |
| --------------- | ----------------- | ---------- | ----------------- | ---------------- |  | --------------- | ------ |
| 1912, Sztokholm | Stany Zjednoczone | Ralph Rose | Stany Zjednoczone | Patrick McDonald |  | Elmer Niklander | [ 30 ] |

### Rzut dyskiem
Konkurencja obecna jest w programie nieprzerwanie od pierwszej edycji letnich igrzysk olimpijskich. Liderem klasyfikacji zawodników jest Amerykanin Al Oerter, który zdobył cztery złote medale. Wśród reprezentacji liderem są Stany Zjednoczone, które w dorobku mają 13 złotych, 9 srebrnych i 13 brązowych medali. W poniższej tabeli przedstawiono wszystkich medalistów igrzysk olimpijskich w rzucie dyskiem w latach 1896–2021.
| Rok i miejsce        |                   | Złoto              |                   | Srebro                    |                   | Brąz                | Źr.    |
| -------------------- | ----------------- | ------------------ | ----------------- | ------------------------- | ----------------- | ------------------- | ------ |
| 1896, Ateny          | Stany Zjednoczone | Robert Garrett     | Grecja            | Panajotis Paraskiewopulos | Grecja            | Sotirios Wersis     | [ 31 ] |
| 1900, Paryż          |                   | Rudolf Bauer       | Królestwo Czech   | František Janda-Suk       | Stany Zjednoczone | Richard Sheldon     | [ 32 ] |
| 1904, St. Louis      | Stany Zjednoczone | Martin Sheridan    | Stany Zjednoczone | Ralph Rose                | Grecja            | Nikolaos Jeorgandas | [ 33 ] |
| 1908, Londyn         | Stany Zjednoczone | Martin Sheridan    | Stany Zjednoczone | Merritt Giffin            | Stany Zjednoczone | Marquis Horr        | [ 34 ] |
| 1912, Sztokholm      |                   | Armas Taipale      | Stany Zjednoczone | Richard Byrd              | Stany Zjednoczone | James Duncan        | [ 35 ] |
| 1920, Antwerpia      | Finlandia         | Elmer Niklander    | Finlandia         | Armas Taipale             | Stany Zjednoczone | Gus Pope            | [ 36 ] |
| 1924, Paryż          | Stany Zjednoczone | Clarence Houser    | Finlandia         | Vilho Niittymaa           | Stany Zjednoczone | Thomas Lieb         | [ 37 ] |
| 1928, Amsterdam      | Stany Zjednoczone | Clarence Houser    | Finlandia         | Antero Kivi               | Stany Zjednoczone | James Corson        | [ 38 ] |
| 1932, Los Angeles    | Stany Zjednoczone | John Anderson      | Stany Zjednoczone | Henri LaBorde             | Francja           | Paul Winter         | [ 39 ] |
| 1936, Berlin         | Stany Zjednoczone | Ken Carpenter      | Stany Zjednoczone | Gordon Dunn               |                   | Giorgio Oberweger   | [ 40 ] |
| 1948, Londyn         | Włochy            | Adolfo Consolini   | Włochy            | Giuseppe Tosi             | Stany Zjednoczone | Fortune Gordien     | [ 41 ] |
| 1952, Helsinki       | Stany Zjednoczone | Sim Iness          | Włochy            | Adolfo Consolini          | Stany Zjednoczone | James Dillion       | [ 42 ] |
| 1956, Melbourne      | Stany Zjednoczone | Al Oerter          | Stany Zjednoczone | Fortune Gordien           | Stany Zjednoczone | Des Koch            | [ 43 ] |
| 1960, Rzym           | Stany Zjednoczone | Al Oerter          | Stany Zjednoczone | Rink Babka                | Stany Zjednoczone | Dick Cochran        | [ 44 ] |
| 1964, Tokio          | Stany Zjednoczone | Al Oerter          | Czechosłowacja    | Ludvík Daněk              | Stany Zjednoczone | Dave Weill          | [ 45 ] |
| 1968, Meksyk         | Stany Zjednoczone | Al Oerter          |                   | Lothar Milde              | Czechosłowacja    | Ludvík Daněk        | [ 46 ] |
| 1972, Monachium      | Czechosłowacja    | Ludvík Daněk       | Stany Zjednoczone | Jay Silvester             | Szwecja           | Rickard Bruch       | [ 47 ] |
| 1976, Montreal       | Stany Zjednoczone | Mac Wilkins        |                   | Wolfgang Schmidt          | Stany Zjednoczone | John Powell         | [ 48 ] |
| 1980, Moskwa         |                   | Wiktor Raszczupkin | Czechosłowacja    | Imrich Bugár              | Kuba              | Luis Delís          | [ 49 ] |
| 1984, Los Angeles    |                   | Rolf Danneberg     | Stany Zjednoczone | Mac Wilkins               | Stany Zjednoczone | John Powell         | [ 50 ] |
| 1988, Seul           |                   | Jürgen Schult      |                   | Romas Ubartas             |                   | Rolf Danneberg      | [ 51 ] |
| 1992, Barcelona      | Litwa             | Romas Ubartas      | Niemcy            | Jürgen Schult             | Kuba              | Roberto Moya        | [ 52 ] |
| 1996, Atlanta        | Niemcy            | Lars Riedel        | Białoruś          | Uładzimir Dubrouszczyk    | Białoruś          | Wasil Kapciuch      | [ 53 ] |
| 2000, Sydney         | Litwa             | Virgilijus Alekna  | Niemcy            | Lars Riedel               | Południowa Afryka | Frantz Kruger       | [ 54 ] |
| 2004, Ateny          | Litwa             | Virgilijus Alekna  | Węgry             | Zoltán Kővágó             | Estonia           | Aleksander Tammert  | [ 55 ] |
| 2008, Pekin          | Estonia           | Gerd Kanter        | Polska            | Piotr Małachowski         | Litwa             | Virgilijus Alekna   | [ 56 ] |
| 2012, Londyn         | Niemcy            | Robert Harting     |                   | Ehsan Hadadi              | Estonia           | Gerd Kanter         | [ 57 ] |
| 2016, Rio de Janeiro | Niemcy            | Christoph Harting  | Polska            | Piotr Małachowski         | Niemcy            | Daniel Jasinski     | [ 58 ] |
| 2021, Tokio          | Szwecja           | Daniel Ståhl       | Szwecja           | Simon Pettersson          | Austria           | Lukas Weißhaidinger | [ 59 ] |

### Rzut dyskiem sposobem starożytnym
Konkurencję rozegrano tylko raz, podczas igrzysk w Londynie. W poniższej tabeli przedstawiono wszystkich medalistów igrzysk olimpijskich w rzucie dyskiem sposobem starożytnym w 1908 roku.
| Rok i miejsce |                   | Złoto           |                   | Srebro       |  | Brąz            | Źr.    |
| ------------- | ----------------- | --------------- | ----------------- | ------------ |  | --------------- | ------ |
| 1908, Londyn  | Stany Zjednoczone | Martin Sheridan | Stany Zjednoczone | Marquis Horr |  | Verner Järvinen | [ 60 ] |

### Rzut dyskiem oburącz
Konkurencję rozegrano tylko raz, podczas igrzysk w Sztokholmie. W poniższej tabeli przedstawiono wszystkich medalistów igrzysk olimpijskich w rzucie dyskiem oburącz w 1912 roku.
| Rok i miejsce   |  | Złoto         |  | Srebro          |         | Brąz           | Źr.    |
| --------------- |  | ------------- |  | --------------- | ------- | -------------- | ------ |
| 1912, Sztokholm |  | Armas Taipale |  | Elmer Niklander | Szwecja | Emil Magnusson | [ 61 ] |

### Rzut młotem
Konkurencja obecna jest w programie nieprzerwanie od drugiej edycji letnich igrzysk olimpijskich. Liderem klasyfikacji zawodników jest Amerykanin John Flanagan, który zdobył 3 złote medale. Wśród reprezentacji liderem są Stany Zjednoczone, które w dorobku mają 7 złotych, 5 srebrnych i 7 brązowych medali. W poniższej tabeli przedstawiono wszystkich medalistów igrzysk olimpijskich w rzucie młotem w latach 1900–2021.
| Rok i miejsce        |                   | Złoto               |                   | Srebro               |                   | Brąz                 | Źr.    |
| -------------------- | ----------------- | ------------------- | ----------------- | -------------------- | ----------------- | -------------------- | ------ |
| 1900, Paryż          | Stany Zjednoczone | John Flanagan       | Stany Zjednoczone | Truxtun Hare         | Stany Zjednoczone | Josiah McCracken     | [ 62 ] |
| 1904, St. Louis      | Stany Zjednoczone | John Flanagan       | Stany Zjednoczone | John DeWitt          | Stany Zjednoczone | Ralph Rose           | [ 63 ] |
| 1908, Londyn         | Stany Zjednoczone | John Flanagan       | Stany Zjednoczone | Matt McGrath         | Kanada            | Con Walsh            | [ 64 ] |
| 1912, Sztokholm      | Stany Zjednoczone | Matt McGrath        | Kanada            | Duncan Gillis        | Stany Zjednoczone | Clarence Childs      | [ 65 ] |
| 1920, Antwerpia      | Stany Zjednoczone | Patrick Ryan        | Szwecja           | Carl Johan Lind      | Stany Zjednoczone | Basil Bennett        | [ 66 ] |
| 1924, Paryż          | Stany Zjednoczone | Fred Tootell        | Stany Zjednoczone | Matt McGrath         | Wielka Brytania   | Malcolm Nokes        | [ 67 ] |
| 1928, Amsterdam      | Irlandia          | Pat O’Callaghan     | Szwecja           | Ossian Skiöld        | Stany Zjednoczone | Edmund Black         | [ 68 ] |
| 1932, Los Angeles    | Irlandia          | Pat O’Callaghan     | Finlandia         | Ville Pörhölä        | Stany Zjednoczone | Peter Zaremba        | [ 69 ] |
| 1936, Berlin         | III Rzesza        | Karl Hein           | III Rzesza        | Erwin Blask          | Szwecja           | Fred Warngård        | [ 70 ] |
| 1948, Londyn         |                   | Imre Németh         |                   | Ivan Gubijan         | Stany Zjednoczone | Robert Bennett       | [ 71 ] |
| 1952, Helsinki       |                   | József Csermák      | Niemcy            | Karl Storch          |                   | Imre Németh          | [ 72 ] |
| 1956, Melbourne      | Stany Zjednoczone | Harold Connolly     |                   | Michaił Kriwonosow   |                   | Anatolij Samocwietow | [ 73 ] |
| 1960, Rzym           |                   | Wasilij Rudienkow   |                   | Gyula Zsivótzky      |                   | Tadeusz Rut          | [ 74 ] |
| 1964, Tokio          |                   | Romuald Klim        |                   | Gyula Zsivótzky      |                   | Uwe Beyer            | [ 75 ] |
| 1968, Meksyk         |                   | Gyula Zsivótzky     |                   | Romuald Klim         |                   | Lázár Lovász         | [ 76 ] |
| 1972, Monachium      |                   | Anatolij Bondarczuk |                   | Jochen Sachse        |                   | Wasilij Chmielewski  | [ 77 ] |
| 1976, Montreal       |                   | Jurij Siedych       |                   | Aleksiej Spiridonow  |                   | Anatolij Bondarczuk  | [ 78 ] |
| 1980, Moskwa         |                   | Jurij Siedych       |                   | Siergiej Litwinow    |                   | Jüri Tamm            | [ 79 ] |
| 1984, Los Angeles    | Finlandia         | Juha Tiainen        |                   | Karl-Hans Riehm      |                   | Klaus Ploghaus       | [ 80 ] |
| 1988, Seul           |                   | Siergiej Litwinow   |                   | Jurij Siedych        |                   | Jüri Tamm            | [ 81 ] |
| 1992, Barcelona      |                   | Andriej Abduwalijew |                   | Ihar Astapkowicz     |                   | Igor Nikulin         | [ 82 ] |
| 1996, Atlanta        | Węgry             | Balázs Kiss         | Stany Zjednoczone | Lance Deal           | Ukraina           | Ołeksandr Krykun     | [ 83 ] |
| 2000, Sydney         | Polska            | Szymon Ziółkowski   | Włochy            | Nicola Vizzoni       | Białoruś          | Ihar Astapkowicz     | [ 84 ] |
| 2004, Ateny          | Japonia           | Kōji Murofushi      | –                 |                      | –                 |                      | [ 85 ] |
| 2008, Pekin          | Słowenia          | Primož Kozmus       | Białoruś          | Wadzim Dziewiatouski | Białoruś          | Iwan Cichan          | [ 86 ] |
| 2012, Londyn         | Węgry             | Krisztián Pars      | Słowenia          | Primož Kozmus        | Japonia           | Kōji Murofushi       | [ 87 ] |
| 2016, Rio de Janeiro | Tadżykistan       | Dilszod Nazarow     | Białoruś          | Iwan Cichan          | Polska            | Wojciech Nowicki     | [ 88 ] |
| 2021, Tokio          | Polska            | Wojciech Nowicki    | Norwegia          | Eivind Henriksen     | Polska            | Paweł Fajdek         | [ 89 ] |

### Rzut 56-funtowym ciężarem
Konkurencję rozegrano jedynie dwa razy, zadebiutowała na Igrzyskach Olimpijskich 1904, po raz ostatni konkurowano w niej na igrzyskach w Antwerpii w 1920 roku. Liderami klasyfikacji zawodników są Kanadyjczyk Étienne Desmarteau i Amerykanin Patrick McDonald, którzy zdobyli po jednym złotym medalu. Wśród reprezentacji liderem są Stany Zjednoczone, które w dorobku mają 1 złoty, 2 srebrne i 1 brązowy medal. W poniższej tabeli przedstawiono wszystkich medalistów igrzysk olimpijskich w rzucie 56-funtowym ciężarem w 1904 i 1920 roku.
| Rok i miejsce   |                   | Złoto              |                   | Srebro        |                   | Brąz            | Źr.    |
| --------------- | ----------------- | ------------------ | ----------------- | ------------- | ----------------- | --------------- | ------ |
| 1904, St. Louis | Kanada            | Étienne Desmarteau | Stany Zjednoczone | John Flanagan | Stany Zjednoczone | James Mitchel   | [ 90 ] |
| 1920, Antwerpia | Stany Zjednoczone | Patrick McDonald   | Stany Zjednoczone | Patrick Ryan  | Szwecja           | Carl Johan Lind | [ 91 ] |

### Rzut oszczepem
Konkurencja obecna jest w programie nieprzerwanie od Igrzysk Olimpijskich 1908. Liderem klasyfikacji zawodników jest Czech Jan Železný, który zdobył 3 złote i 1 srebrny medal. Wśród reprezentacji liderem jest Finlandia, która w dorobku ma 7 złotych, 8 srebrnych i 7 brązowych medali. W poniższej tabeli przedstawiono wszystkich medalistów igrzysk olimpijskich w rzucie oszczepem w latach 1908–2021.
| Rok i miejsce        |                   | Złoto               |                   | Srebro             |                   | Brąz             | Źr.     |
| -------------------- | ----------------- | ------------------- | ----------------- | ------------------ | ----------------- | ---------------- | ------- |
| 1908, Londyn         | Szwecja           | Eric Lemming        | Norwegia          | Arne Halse         | Szwecja           | Otto Nilsson     | [ 92 ]  |
| 1912, Sztokholm      | Szwecja           | Eric Lemming        |                   | Juho Saaristo      |                   | Mór Kóczán       | [ 93 ]  |
| 1920, Antwerpia      | Finlandia         | Jonni Myyrä         | Finlandia         | Urho Peltonen      | Finlandia         | Pekka Johansson  | [ 94 ]  |
| 1924, Paryż          | Finlandia         | Jonni Myyrä         | Szwecja           | Gunnar Lindström   | Stany Zjednoczone | Eugene Oberst    | [ 95 ]  |
| 1928, Amsterdam      | Szwecja           | Erik Lundqvist      |                   | Béla Szepes        | Norwegia          | Olav Sunde       | [ 96 ]  |
| 1932, Los Angeles    | Finlandia         | Matti Järvinen      | Finlandia         | Matti Sippala      | Finlandia         | Eino Penttilä    | [ 97 ]  |
| 1936, Berlin         | III Rzesza        | Gerhard Stöck       | Finlandia         | Yrjö Nikkanen      | Finlandia         | Kalervo Toivonen | [ 98 ]  |
| 1948, Londyn         | Finlandia         | Tapio Rautavaara    | Stany Zjednoczone | Steve Seymour      |                   | József Várszegi  | [ 99 ]  |
| 1952, Helsinki       | Stany Zjednoczone | Cyrus Young         | Stany Zjednoczone | Bill Miller        | Finlandia         | Toivo Hyytiäinen | [ 100 ] |
| 1956, Melbourne      | Norwegia          | Egil Danielsen      |                   | Janusz Sidło       |                   | Wiktor Cybułenko | [ 101 ] |
| 1960, Rzym           |                   | Wiktor Cybułenko    |                   | Walter Krüger      |                   | Gergely Kulcsár  | [ 102 ] |
| 1964, Tokio          | Finlandia         | Pauli Nevala        |                   | Gergely Kulcsár    |                   | Jānis Lūsis      | [ 103 ] |
| 1968, Meksyk         |                   | Jānis Lūsis         | Finlandia         | Jorma Kinnunen     |                   | Gergely Kulcsár  | [ 104 ] |
| 1972, Monachium      |                   | Klaus Wolfermann    |                   | Jānis Lūsis        | Stany Zjednoczone | Bill Schmidt     | [ 105 ] |
| 1976, Montreal       |                   | Miklós Németh       | Finlandia         | Hannu Siitonen     |                   | Gheorghe Megelea | [ 106 ] |
| 1980, Moskwa         |                   | Dainis Kūla         |                   | Aleksandr Makarow  |                   | Wolfgang Hanisch | [ 107 ] |
| 1984, Los Angeles    | Finlandia         | Arto Härkönen       | Wielka Brytania   | Dave Ottley        | Szwecja           | Kenth Eldebrink  | [ 108 ] |
| 1988, Seul           | Finlandia         | Tapio Korjus        | Czechosłowacja    | Jan Železný        | Finlandia         | Seppo Räty       | [ 109 ] |
| 1992, Barcelona      | Czechosłowacja    | Jan Železný         | Finlandia         | Seppo Räty         | Wielka Brytania   | Steve Backley    | [ 110 ] |
| 1996, Atlanta        | Czechy            | Jan Železný         | Wielka Brytania   | Steve Backley      | Finlandia         | Seppo Räty       | [ 111 ] |
| 2000, Sydney         | Czechy            | Jan Železný         | Wielka Brytania   | Steve Backley      | Rosja             | Siergiej Makarow | [ 112 ] |
| 2004, Ateny          | Norwegia          | Andreas Thorkildsen | Łotwa             | Vadims Vasiļevskis | Rosja             | Siergiej Makarow | [ 113 ] |
| 2008, Pekin          | Norwegia          | Andreas Thorkildsen | Łotwa             | Ainārs Kovals      | Finlandia         | Tero Pitkämäki   | [ 114 ] |
| 2012, Londyn         | Trynidad i Tobago | Keshorn Walcott     | Finlandia         | Antti Ruuskanen    | Czechy            | Vítězslav Veselý | [ 115 ] |
| 2016, Rio de Janeiro | Niemcy            | Thomas Röhler       | Kenia             | Julius Yego        | Trynidad i Tobago | Keshorn Walcott  | [ 116 ] |
| 2021, Tokio          | Indie             | Neeraj Chopra       | Czechy            | Jakub Vadlejch     | Czechy            | Vítězslav Veselý | [ 117 ] |

### Rzut oszczepem stylem wolnym
Konkurencję rozegrano tylko raz, podczas igrzysk w Londynie. W poniższej tabeli przedstawiono wszystkich medalistów igrzysk olimpijskich w rzucie oszczepem stylem wolnym w 1908 roku.
| Rok i miejsce |         | Złoto        |        | Srebro           |          | Brąz       | Źr.     |
| ------------- | ------- | ------------ | ------ | ---------------- | -------- | ---------- | ------- |
| 1908, Londyn  | Szwecja | Eric Lemming | Grecja | Michalis Dorizas | Norwegia | Arne Halse | [ 118 ] |

### Rzut oszczepem oburącz
Konkurencję rozegrano tylko raz, podczas igrzysk w Sztokholmie. W poniższej tabeli przedstawiono wszystkich medalistów igrzysk olimpijskich w rzucie oszczepem oburącz w 1912 roku.
| Rok i miejsce   |  | Złoto         |  | Srebro           |  | Brąz          | Źr.     |
| --------------- |  | ------------- |  | ---------------- |  | ------------- | ------- |
| 1912, Sztokholm |  | Juho Saaristo |  | Väinö Siikaniemi |  | Urho Peltonen | [ 119 ] |